# The Under Dog and Other Stories
The Under Dog and Other Stories is een boek met negen korte verhalen geschreven door Agatha Christie. De bundel werd voor het eerst uitgegeven door Dodd Mead and Company in 1951. De bundel is alleen op de Amerikaanse markt gebracht. De verhalen werden allen gepubliceerd in Britse en Amerikaanse magazines tussen 1923 en 1926. Alle verhalen zijn ook in het Nederlands verschenen. Behalve het titelverhaal verschenen al de verhalen opnieuw in de verhalenbundel Poirot's Early Cases in 1974.
| Engelse titel                     | Nederlandse titel         | Nederlandse bundel            |
| --------------------------------- | ------------------------- | ----------------------------- |
| The Under Dog                     | Getergd tot het uiterste  | Avontuur met een kerstpudding |
| The Plymouth Express              | Plymouth expres           | Jane zoekt een baan           |
| The Affair at the Victory Ball    | Commedia dell'arte        | 4e vijfling                   |
| The Market Basing Mystery         | Mysterie in Market Basing | Het wespennest                |
| The Lemesurier Inheritance        | De oudste zoon            | Het wespennest                |
| The Cornish Mystery               | Poirot komt te laat       | Jane zoekt een baan           |
| The King of Club                  | De klaverheer             | Het wespennest                |
| The Submarine Plans               | De ongelooflijke diefstal | 18e vijfling                  |
| The Adventure of the Clapham Cook | Verdwijning in Clapham    | Het wespennest                |